# Pauline English
Pauline Jean English es una nadadora parapléjica australiana. Ganó cinco medallas en dos Juegos Paralímpicos y posteriormente se convirtió en la primera persona con discapacidad en cruzar el puerto de Sídney.

## Biografía
Esta paralizada de la cintura para abajo desde los tres años debido a la mielitis transversa. En diciembre de 1971, poco después de que terminara la escuela a la edad de 14 años, su padre la animó a practicar natación competitiva. La inscribió en la piscina de Don Talbot en el suburbio de Hurstville en Sídney. En esa piscina, uno de los asistentes de Talbot, Trevor Ellis, le enseñó cómo equilibrarse y ganar poder al hacerla nadar contra una manguera de goma que estaba atada a ambos tobillos en el borde de la piscina.  

## Carrera
Cuatro semanas después de que su padre la llevó a su primera lección, rompió dos récords australianos en los Juegos parapléjicos y cuadripléjicos de Nueva Gales del Sur, un mes después ganó cuatro medallas de oro y rompió cuatro récords australianos en los séptimos Juegos nacionales parapléjicos y cuadripléjicos, Merrylands. Desde entonces, fue entrenada por Janice Murphy, quien anteriormente había sido nadadora olímpica. Sus logros sobresalientes en los Juegos Nacionales le dieron un lugar, a los 15 años, como la atleta más joven del fuerte equipo australiano de 30 miembros, para competir en los Juegos Paralímpicos de Heidelberg de 1972.

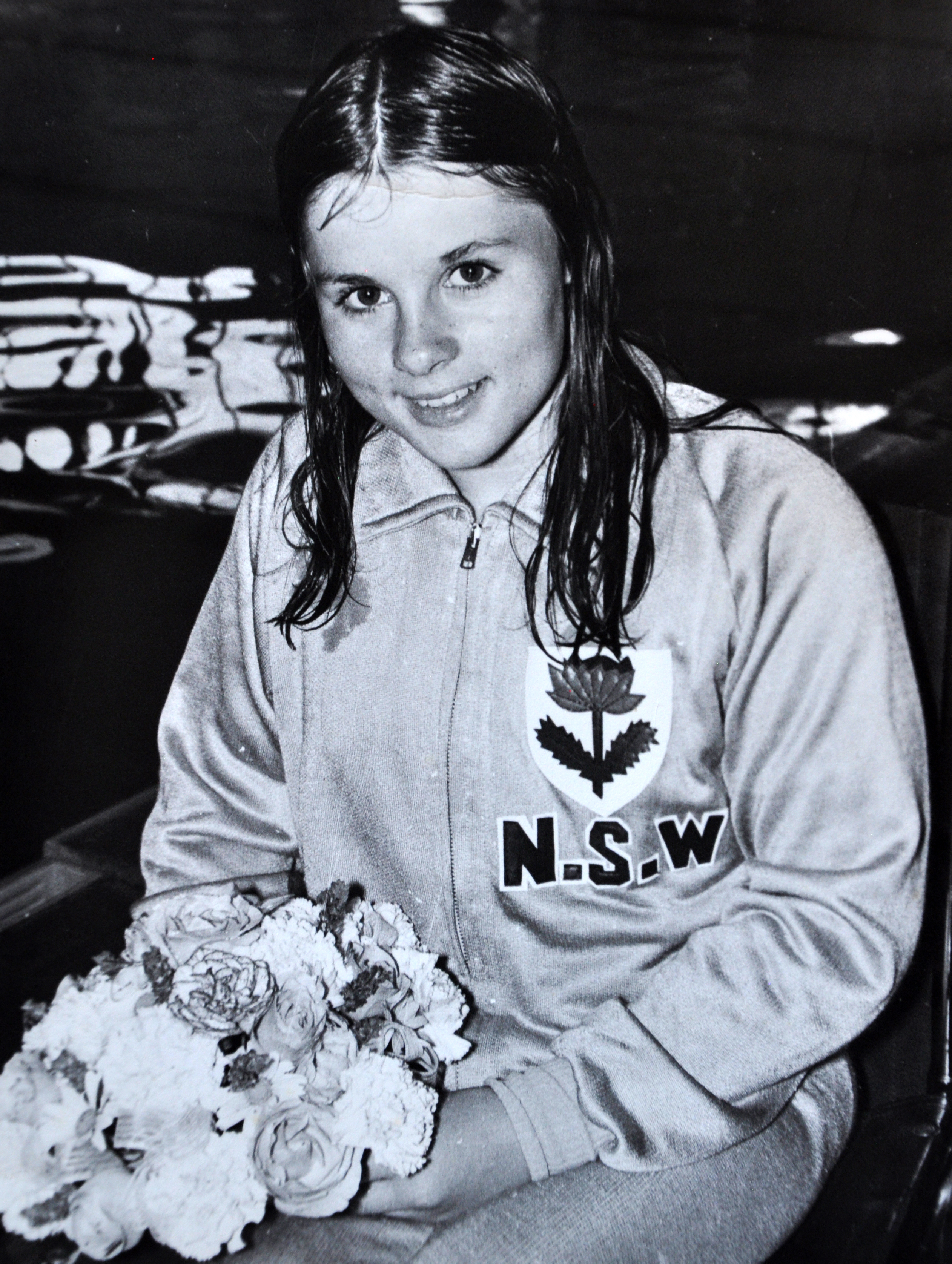
English tuvo éxito en la piscina casi de inmediato

Los atletas debían recaudar $ 2000.00 para cubrir sus gastos para asistir a los Juegos. Muchos contribuyentes, incluido el Sunday Mirror, la ciudad de Nowra, en la costa sur, donde fue invitada de honor en las sub-sucursales de la Liga de Servicios Devueltos de Riverwood y Arncliffe, en total recaudaron $ 4,460.00, donados al equipo en conjunto. Los niños y maestros de la escuela primaria Peakhurst South recaudaron $ 175.00 para ayudarle, pues entonces vivía en Peakhurst, para competir en los Juegos. La alcaldesa del Ayuntamiento de Hurstville, la Sra. KJ Ryan también lanzó una apelación para cubrir los gastos y el concejal, KJ Ryan MLA, le entregó un cheque.
En los Juegos de 1972, ganó tres medallas de bronce en el 3x25 femenino   m Medley 4, 50   m estilo libre femenino 4 y 3x50 femenino   m Medley Relay 2–4. Ganó dos medallas de oro en estilo libre e individual, dos medallas de plata en espalda y relevo en los Juegos Parapléjicos de la Commonwealth de 1974 en Dunedin, Nueva Zelanda.  En los Juegos Internacionales Stoke Mandeville de 1974 en Londres ganó una medalla de bronce. En los Juegos Paralímpicos de Toronto de 1976, ganó una medalla de oro en 25   m estilo mariposa femenino 4 y medalla de bronce en 3x50   m individual Medley 4. Su evento de estilo mariposa estaba originalmente programado para la noche, por lo que English decidió ver los primeros eventos de natación en el lugar. Fue solo después de haber almorzado en la cafetería contigua a la 1:00 p. m. que descubrió que su evento había sido reprogramado para la 1:45 p. m. esa tarde. Se sintió muy enferma después de la carrera y dijo en una entrevista: "Creo que debo ser la única medallista de oro olímpica en ganar una medalla de hamburguesa, aros de cebolla, bollos de miel y batido de chocolate".  
English ganó el premio Leader-McDowell Sportstar en reconocimiento a sus logros en los Juegos Nacionales de 1972 en Merrylands, y, a los 19 años de edad, ganó el premio Stewart-Toyota Leader Sportstar. 
En preparación para los Juegos Paralímpicos de Toronto de 1976, entrenó con Janice Murphy durante las cinco semanas previas a los Juegos, en Lakehead University Pool, Thunder Bay, Canadá. Se quedó en casa con la familia de Bill Koivisto, organizador de deportes para personas con discapacidad local. Bill Guy, editor de deportes de The Chronicle-Journal, dijo que los muchos amigos que se hizo durante su estadía estarían "presionando para que la valiente chica de abajo lo haga bien en Toronto".  
En abril de 1979, a los 22 años, nadó más de 2 km a través del puerto de Sídney desde Luna Park hasta los escalones de Man-O-War en la Ópera, en 22 minutos sin una jaula a prueba de tiburones, para recaudar fondos para un estadio cubierto en Mount Druitt, tanto para atletas con y sin discapacidad, cuya construcción debía comenzar a fines de 1979.